# Новоніколаєвка (Стерлітамацький район)
Новонікола́євка (рос. Новониколаевка, башк. Яңы Николаевка) — присілок у складі Стерлітамацького району Башкортостану, Росія. Входить до складу Константиноградовської сільської ради.
Населення — 6 осіб (2010; 11 в 2002).
Національний склад:
- українці — 73%